# 認知失調
認知失調（英語：cognitive dissonance）早先或譯認知失諧在心理學中形容人產生矛盾的認知，觀察到對立的訊息。這些訊息包括人的行為、情緒、想法、信念、價值觀、信仰，外界環境中的事物等。認知失調通常體現爲因進行與自己的思想、價值或自我概念相悖的行爲而產生的心理壓力或焦慮。根據利昂·費斯廷格提出的認知失調的理論，爲了緩解認知失調的壓力與不適，人會努力更改矛盾的認知，使自己的認知調和一致。
以正在減肥與食用蛋糕的認知失調爲例，調和認知的方法包括更改對自己行爲的認知（「我並沒有吃很多」）、增加一致的認知（「蛋糕很有營養」）、降低矛盾的重要性（「人生苦短，我其實並不在意超重什麼的啦」）、否定兩種認知間的關聯（「沒有實驗證明那塊蛋糕會導致肥胖」）、降低對於自身控制的認知（「是他母亲逼我吃那塊蛋糕的，拒絕那塊蛋糕等同於侮辱他母亲的廚藝」）與更改自己的思想與態度（「我不需要也不想減肥」）。最後一種，更改自己的思想與態度最常見。
認知失調的理論最早由社會心理學家費斯廷格、亨利·利肯與斯坦利·沙赫特在他們1956年的著作《當預言失靈》中提出。這三位心理學家秘密加入並觀察了一個名為「探索者」的小型幽浮末日宗教。該宗教認爲世界會在1954年12月21日毀滅，只有信徒會被外星人救走。12月21日晚上信徒都聚在領袖的房屋裏等待世界毀滅、外星人拯救他們。接近凌晨，所有人都很焦慮，想著等到十二點，21日結束，或許外星人就會到來。到了凌晨十二點，什麼事都沒有發生，屋子裏非常安靜，沒有人說任何話。過了五至十分鐘，終於有人說話了，不過是試圖解釋，或許我們這個房間裏的時鐘錯了，我們應該再等等。又過了十幾分鐘，有人確認了屋子裏的所有時鐘的時間都是一致的，過了12月21日凌晨十二點，外星人還是沒有來。於是又有人解釋，可能外星人使用了另一個時區，我們應該再等等。終於到了早上，外星人還是沒有來。信徒誰都不說話，該宗教的領袖Thedra姊妹終於決定到她的房間裏去接受外星人的啟示。出來後，她告訴所有信徒，因為你們的虔誠，世界被拯救了，外星人決定寬恕世人的罪孽，不再毀滅地球。大部分信徒都相信了這個牽強的解釋。在地球滅亡的預言失敗後，預期落空增加了認知間的失調，結果使大多數沒有心理準備的信徒，爲了減緩认知失調带来的心理壓力與不適，轉而接受新的預言。
認知失調的其他作用案例包括時薪過低勞累而相信自己熱愛工作，被眾人指責是因為自己的錯誤，內心感到愧疚不願承認而故作輕鬆，對遭嚴酷考驗而進入的團體更有歸屬感等。

## 認知失調的實證研究
已有一些實驗方法被用來證明認知失調，其為：
- 誘導性的服從的研究，之中的研究對象被要求做出和其看法相背的行為（利昂·費斯廷格, Carlsmith, 1959; Harmon-Jones, Brehm, Greenberg, Simon, Nelson, 1996）；
- 決策後的研究，研究在決策後對反對的另一種選擇的看法（Brehm, 1956; Harmon-Jones, Harmon-Jones, 2002）；
- 研究人類如何以其自身的觀點來找尋協和的資訊，而不是不協和的資訊，以防止認知失調的發生（Frey, 1986）；
- 研究人類對與其堅信的信仰、看法等不協和的資訊是如何反應的（利昂·費斯廷格、利肯、沙赫特, 1956; Batson, 1975; Burris, Harmon-Jones, Tarpley, 1997）。

### 誘導性的服從的研究

#### 起源和第一個測試理論的實驗
在費斯廷格與美瑞爾·卡爾史密斯1959年的一個經典實驗中，學生們被要求進行繁瑣且無意義的工作，包括把書翻轉四分之一圈，以及另一個，把湯匙放在盤子上，清空盤子，再把盤子放滿湯匙，如此不斷地重複。參加這個實驗的人都很消極地反覆這些工作。過了一段時間後，學生們會被告知實驗已經結束，他們可以離開了。這是誘導性的服從的研究的一個例子。
不過，實驗者隨後向實驗對象做了一個小小的請求。即他們被告知某位必要的研究助理無法進行這個實驗，而這位參加者被要求去代為說服另一位接受實驗者（此人實際上是知情者）這項剛剛才被完成的單調的，無聊的工作其實是有趣的且吸引人的。某些參加者受雇以20元的代價，另一組則是1元，而對照組不能被要求去執行此任務。
當之後被要求去評價拔釘子工作時，那些在1元組的人比起其他在20元組以及對照組之評價顯得更加地肯定。這被費斯廷格和卡爾史密斯解釋成為“認知失調”的證明。實驗者理論化了人們在感受到介於矛盾認知的不一致「我告訴某人這項工作是有趣的，而實際上我卻發現它是無聊的」。 當只被給予1元時，學生們被強迫內在化他們被誘導表現而產生的態度，因為他們沒有其他正當的理由。那些在20元組的情況中，这种认知失调是有争议的，因为此行為有著一個外在正當的理由。行為內在化是唯一一個方式去解釋受試者對於此任務的評價。這項研究已經在之后被重新试验过。現今相信的理论是有一個衝突介於認知當中即「我不是一個說謊者，但我卻說了謊」。 因此，這事實已經被帶向靠近謊言一步了，更可以說，即此任務評價往上升了。
研究者更進一步地推測只有1元組的受測者面臨“没有足够动机解释这种行为”以致於產生“認知失調”的境况，所以當他們被要求對於這些任務而說謊，他們藉由改變他們的態度以尋求抒發“认知失调”带来的紧张不适感。這種過程讓受測者真正地相信這些工作是有趣的。

## 此理論的應用
此理論多用於心理學領域，來解釋個人態度改變與否。如果個人的態度和行爲兩者協調時，態度不會改變；兩者失調時，態度就可能會改變。
例如：
1. 那些反對禁菸的人，他們在情感上喜歡吸菸，在認知上又認爲吸菸利少害多，那麼要他們改變態度支持禁菸是辦不到的。
2. 在某會議上，一個人對某議案本來持反對意見（態度)，可是迫於大多數輿論壓力，在最後表決時，卻舉手贊成（行爲)。如此，態度和行爲失去了一致。但私下問他時，他可能真的改變了原來所持的態度。因爲如果不改變原來所持的態度，他將對自己的舉手行爲無法自圓其說，而感到尷尬。

顯然，人在很多社會場合中，其態度改變與否與個人維持面子與自尊有關。而且，當個人態度改變或維持不變時，爲了保持心理上認知一致，個人常對自己的作爲提出辯解。

## 假設
此理論對於人類的認知有三個基本假設：
1. 人們都有追求認知三元素（自我、他人、某元素或事物）一致性的需求。[4][5]
2. 當出現認知失調時，人們會在心理上感到不適。
3. 心理上的不適感會驅動人們解決認知的矛盾，以恢復認知的調和一致。

認知失諧的強弱程度取決於所有涉及的失諧認知的數量，與協調認知元素的數量之比率，以及這些認知元素對個人的重要性。對個人越重要，而且失諧認知元素的數量越大，認知失諧程度也越大。

## 治疗方案
認知失調並不屬於一種獨立的疾病，而是一種症狀或是一組症狀的表現，通常是由於某種基礎疾病或醫療狀況所導致的。例如，認知失調可能是老年癡呆症或其他神經系統疾病的症狀之一，也可能是藥物治療或心理創傷的後果。
對於認知失調的治療方案，具體的措施取決於其根本原因。一般來說，治療方法分为：藥物治療、心理治療、康復訓練和生活方式的改變等多種方式。
- 藥物治療可以通過控制基礎疾病或減輕症狀來幫助患者。例如，治療老年癡呆症的藥物可以改善認知失調症狀，而抗抑鬱藥可以幫助減輕焦慮和抑鬱等情緒問題。
- 心理治療是另一種常見的治療認知失調的方法，例如認知行為療法（CBT）[8]，也就是所谓的谈话治疗[9]。它可以幫助患者掌握應對症狀的技巧，以及改變對某些事物的看法和反應。
- 康復訓練也是治療認知失調的有效方法之一，這包括物理、職業、語言和認知康復，可以幫助患者重建生活和工作中的技能。这项训练尤其针对患有创伤后应激障碍的群体（PTSD），有着良好的效果。

此外，改變生活方式也可以有所幫助，如控制飲食、增加鍛煉、減輕壓力和戒煙等。
總的來說，治療認知失調的方法因患者的具體情況而異。為了獲得最佳的治療效果，患者需要與醫生或心理醫生密切合作，制定最適合自己的治療方案。

## 來源
- Aronson, E. . Berkowitz, L.  (编).  4. New York: Academic Press. 1969: 1–34.
- Bem, D. J. . Journal of Experimental Social Psychology. 1965, 1: 199–218.
- Bem, D. J. . Psychological Review. 1967, 74: 183–200.
- Brehm, J. . Journal of Abnormal and Social Psychology. 1956, 52: 384–389.
- Burris, C. T.; Harmon-Jones, E.; Tarpley, W. R. . Basic and Applied Social Psychology. 1997, 19: 17–31.
- 利昂·費斯廷格; Carlsmith, J. M. . Journal of Abnormal and Social Psychology. 1959, 58: 203–211  [2007-04-09]. （原始内容存档于2019-08-08）.
- Harmon-Jones, E.; Brehm, J. W.; Greenberg, J.; Simon, L.; Nelson, D. E. . Journal of Personality and Social Psychology. 1996, 70: 5–16.
- Harmon-Jones, E.; Mills, J. . Washington, DC: American Psychological Association. 1999.
- Sherman, S. J.; Gorkin, R. B. . Journal of Experimental Social Psychology. 1980, 16: 388–403.
- Knox, R. E.; Inkster, J. A. . Journal of Personality and Social Psychology. 1968, 8: 319–323.
- Tedeschi, J. T.; Schlenker, B. R.; Bonoma, T. V. . American Psychologist. 1971, 26: 685–695.

## 外部連結
- . Ithaca College. （原始内容存档于2007-04-29）.
- .   [2015-07-21]. （原始内容存档于2015-07-21）.
- Paper: Cognitive dissonance in decision making
- Swatos, William H., Jr. (编). . Encyclopedia of Religion and Society.   [2022-07-22]. （原始内容存档于2022-03-02）.（關於"millennial delay"的問題）